# Carrascoy-La Murta

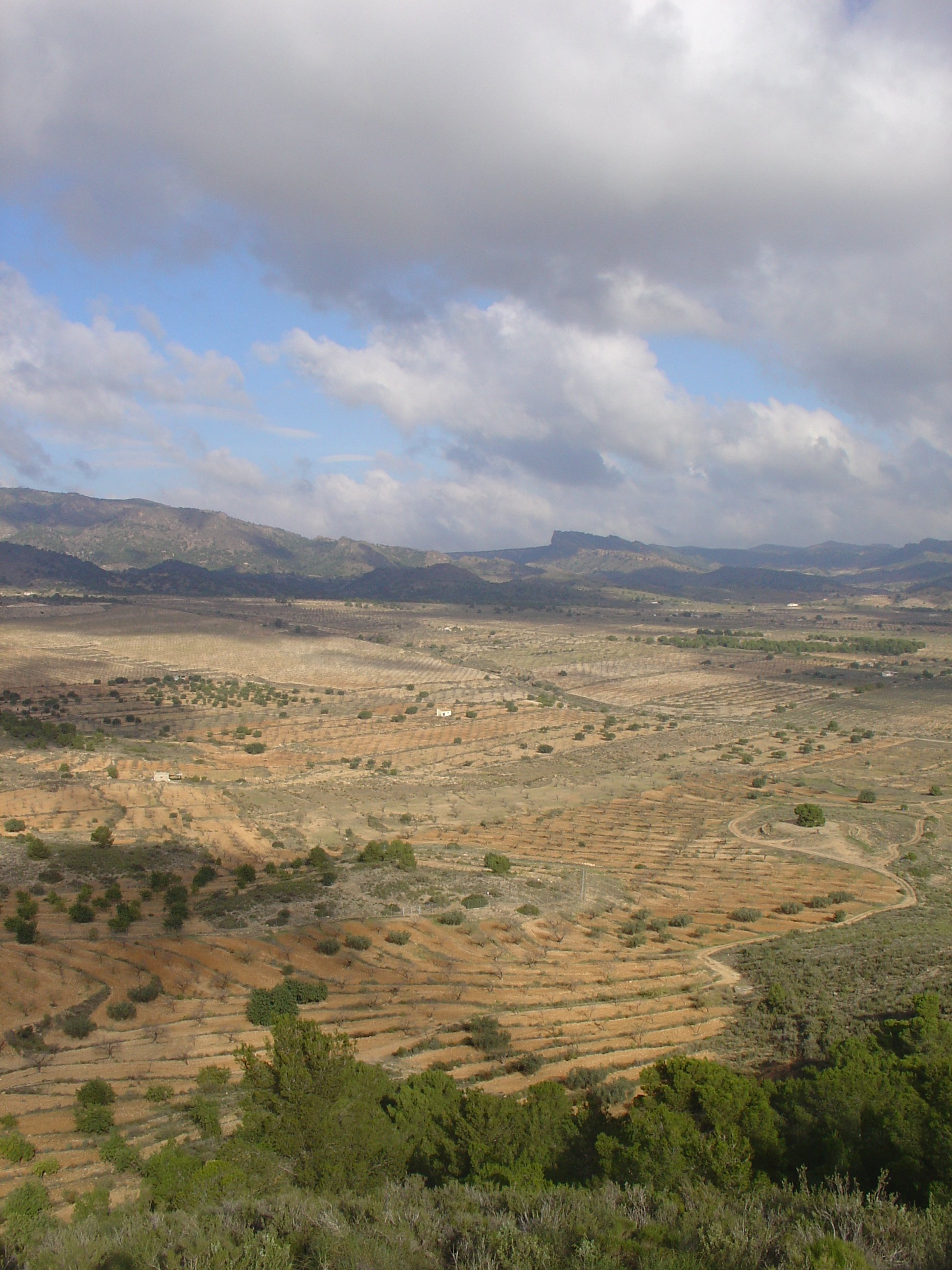
Almendros en la sierra de Carrascoy.

Carrascoy-La Murta es una pedanía perteneciente al municipio de Murcia en la Región de Murcia (España). Ubicado en la comarca natural del Campo de Cartagena, pertenece al Campo de Murcia. Cuenta con una población de 96 habitantes (INE 2016) y una extensión de 30,325 km². Se encuentra a unos 20 km de Murcia en la vertiente meridional de la Sierra de Carrascoy.
Limita con:
- al norte: Sangonera la Seca y Sangonera la Verde
- al este: Corvera
- al oeste y al sur: el municipio de Fuente Álamo de Murcia.